# Autonomer Bezirk (China)
Autonome Bezirke (chinesisch 自治州, Pinyin zìzhìzhōu) sind Verwaltungseinheiten in der Volksrepublik China unterhalb der Provinzebene. Im Jahr 2021 existieren in China 30 autonome Bezirke. Diese Zahl ist seit vielen Jahren stabil.
Nach den fünf autonomen Regionen (Provinzebene) sind die autonomen Bezirke die zweithöchste Verwaltungseinheit Chinas mit regionaler ethnischer Autonomie. Es ist gesetzlich vorgeschrieben, dass der Bezirksvorsteher Angehöriger der Nationalität sein muss, die die Autonomierechte ausübt. Autonome Bezirke setzen sich auf Kreisebene aus kreisfreien Städten, Kreisen und autonomen Kreisen zusammen.

## Verwaltungssysteme der Bezirksebene

Autonome Bezirke in der Volksrepublik China

In der Verwaltung Chinas gibt es unterhalb der Provinzebene die Bezirksebene (地級 / 地级). Auf dieser Ebene unterscheidet man bezirksfreie Städte (地級市 / 地级市), Regierungsbezirke (地區 / 地区), Bünde (盟) und autonome Bezirke.
Autonome Bezirke und bezirksfreie Städte sind Verwaltungsgliederungen ersten Grades, d. h., sie verfügen – wie z. B. die übergeordneten Provinzen und die untergeordneten Kreise – über beide Parlamentskammern (Volkskongress und Konsultativkonferenz), sowie über eine Volksregierung (人民政府), die vom Volkskongress der Stadt bzw. des autonomen Bezirks gewählt wird. Regierungsbezirke und Bünde sind hingegen Verwaltungsgliederungen zweiten Grades, nämlich „Provinzmittelbehörden“, d. h., sie haben keine Volkskongresse, keine Konsultativkonferenzen und vor allem keine Volksregierungen. Stattdessen haben sie ein Verwaltungsamt (行政公署) als Regierung. Das Verwaltungsamt wird von der übergeordneten Provinz- bzw. Gebietsregierung eingesetzt. Damit nehmen autonome Bezirke und bezirksfreie Städte einen etwas höheren Rang ein, als Regierungsbezirke und Bünde. Das äußert sich z. B. darin, dass in Xinjiang zwei Regierungsbezirke (Tacheng und Altay) einem autonomen Bezirk (Ili) unterstellt sind. In diesem Sonderfall setzt die Regierung des autonomen Bezirks die Verwaltungsämter der beiden Regierungsbezirke ein.

## Liste aller Autonomen Bezirke Chinas
Siehe: Autonome Verwaltungseinheiten Chinas